# На Квинтию
«На Квинтию» — условное название стихотворения римского поэта Гая Валерия Катулла, включённого в состав посмертного сборника («Книги Катулла Веронского») под номером 86. Здесь автор, не обращаясь ни к кому персонально, пишет о женщине по имени Квинтия, которую другие считают красавицей. Сам Катулл считает, что Квинтия «всем хороша по частям, // Только не в целом» и не может сравниться с Лесбией.
В стихотворении используется новое для латыни I века до н. э. прилагательное formosa, включающее и красоту (pulchra), и обаяние (velusta). Исследователи видят здесь перекличку со стихотворением № 43 («К Амеане, которую сравнили с Лесбией»), где тоже идёт речь о женской красоте.
О Квинтии больше ничего не известно. Возможно, это сестра веронца Квинтия, который фигурирует в стихотворениях № 82 («К Квинтию») и 100 («К Целию»).